# Licoricia van Winchester
Licoricia van Winchester (Winchester, ca. 1220 – aldaar, 1277) was een Engelse bankier. Ze wordt gezien als de belangrijkste vrouwelijke, Joodse financier in het middeleeuwse Engeland.

## Biografie
Licoricia werd rond 1220 geboren in Winchester, maar verder is weinig bekend over haar vroege leven. Wel is bekend dat ze eerst trouwde met Abraham, zoon van Isaac en met hem kreeg ze drie kinderen: Isaac, Lumbard en Benedict. Na zijn dood erfde zij diens rijkdom en zette zij diens werk voort. Aan het einde van het decennium 1230-1239 was ze uitgegroeid tot een van de rijkste geldverstrekkers van Winchester. Haar tweede huwelijk vond plaats in 1242 met David van Oxford, die op dat moment een van de rijkste joden van het land was. Om het huwelijk doorgang te laten vinden moest David scheiden van zijn toenmalige vrouw, wat een vrij zeldzaam fenomeen was in de joodse wereld. Dit resulteerde in een juridische strijd en er kwam pas een einde aan het gevecht toen koning Hendrik III van Engeland zich ermee bemoeide. Na de voltrekking van het huwelijk ging het echtpaar gezamenlijk verder om hun zaken verder uit te breiden.
David stierf vrij plotseling in 1244 en daarop werd Licoricia direct vastgezet in de Tower of London om te voorkomen dat ze haar rijkdom zou verbergen voor de koninklijke onderzoekers. Ze kwam uiteindelijk tot een overeenkomst met Hendrik III en betaalde een som van 5000 marken om de schulden van de koning af te kopen die hij bij haar echtgenoot had openstaan. De koning gebruikte een groot gedeelte van dit geld voor de bouw van een nieuw altaar voor Eduard de Belijder in de Westminster Abbey. Ook Licoricia droeg een groot bedrag bij aan dit altaar, een bedrag van 2500 marken.
Nadat ze was vrijgelaten zette ze het werk van haar man voort en reisde ze het land door om haar netwerk uit te breiden. Tot haar klantenkring behoorde de koninklijke familie, de Engelse adel en de kerk. Ook leende ze geld uit aan andere joden, landeigenaren en boeren. In 1277 vond de dochter van Licoricia, Bella, haar moeder en haar christelijke hulp doodgestoken in hun huis. In het moordonderzoek werd gefocust op de diefstal van haar eigendom. Het zou gaan om een som van tienduizend pond. Uiteindelijk werd een arme zadelmaker uit Winchester schuldig verklaard en verbannen.

## Nalatenschap
In 2017 werd er gestart met een campagne voor een standbeeld voor Licoricia zodat het beeld als "inspiratie kan dienen voor de hedendaagse vrouwen, voor de promotie van tolerantie en het begrijpen van onze samenleving". De onthulling zou gedaan worden door Charles Windsor, Prins van Wales, maar deze moest afzeggen vanwege een positieve coronatest. Het standbeeld werd vervaardigd door de kunstenaar Ian Rank-Brandley en kwam te staan in Jewry Street, Winchester, de straat waar Licoricia woonde en vermoord is.